# Asymbolus galacticus
Asymbolus galacticus es una especie de peces de la familia Scyliorhinidae en el orden de los Carcharhiniformes.

## Morfología
• Los machos pueden llegar alcanzar los 47,7 cm de longitud total.

## Reproducción
Es ovíparo.

## Hábitat
Es un pez de mar y de clima tropical que vive entre 235-550 m de profundidad.

## Distribución geográfica
Se encuentran en Nueva Caledonia.